# Bathpool (Kornwalia)
Bathpool – osada w Anglii, w Kornwalii. Leży 93 km na północny wschód od miasta Penzance i 320 km na zachód od Londynu.